# Andrea Accardi
Andrea Accardi (Palermo, 29 aprile 1968) è un fumettista italiano.

## Biografia
Dopo aver frequentato l'Accademia Cappiello di Firenze e l'Accademia di belle arti di Palermo e Bologna, Accardi inizia la sua attività professionale collaborando con le riviste Kaos e Nova Express all'interno della casa editrice Granata Press.
Nel 1994, su testo di Onofrio Catacchio, disegna Progenie d'Inferno, e nel 1996 prende parte alla stesura di Mondo Naif, edita dalla Star Comics, collaborando con Massimiliano De Giovanni. In questi anni entra nello staff di disegnatori della Kappa Edizioni di Bologna. Contemporaneamente è nello staff di Esp dell'editrice Universo e illustra I dannati su testi di Michelangelo La Neve.
Nel 2002, con autore De Giovanni, partecipa all'opera di ripresentazione di Lupin III, edita dalla Kappa Edizioni in collaborazione con il creatore del personaggio Monkey Punch. In Lupin III Millennium, edizione di dieci nuove avventure inedite, Accardi disegna l'episodio Nella camera a gas. Il suo tratto estremamente comunicativo gli vale il Premio Gran Guinigi come Miglior Disegnatore a Lucca Comics & Games 2004.
Ha collaborato con l'Eura Editoriale, disegnando tre episodi di John Doe del duo Bartoli/Recchioni.
Attualmente collabora con la Sergio Bonelli Editore.
Nel 2012 disegna la storia La redenzione del samurai, pubblicata nel mese di novembre come secondo albo della nuova collana Le storie della Sergio Bonelli Editore, che gli vale il Premio Micheluzzi come Miglior Disegnatore al Napoli Comicon 2013.
Nel 2013 disegna la storia I fiori del massacro, pubblicata nel mese di dicembre e quindicesimo albo sempre della collana Le storie della Sergio Bonelli Editore.